# 勒塞尔火山国家公园
勒塞爾火山國家公園（或稱列尤擇山國家公園、古農列尤擇國家公園），位於印度尼西亚蘇門答臘北部，面積8,303平方（3,206平方英里），橫跨北苏门答腊省和亞齊特區，分別各占四分之一和四分之三。國家公園以勒塞爾火山為名，1984年列為東協遺產公園。2004年，它與南巴里桑山脉国家公园、葛林芝塞布拉国家公园一起以「苏门答腊热带雨林」名稱，獲聯合國教科文組織登錄為世界遗产，2011年列為瀕危世界遺產。

## 地理
勒塞爾火山國家公園成立於1980年3月6日，面積830,268.95公頃（2,051,639.3英畝），當時由數個規模較小的自然保護區集合而成。勒塞爾火山國家公園長150公里，寬100多公里，由陡峭、幾乎人跡罕至的山地地形組成，國家公園的海拔由0公尺至3,381公尺，約40%海拔超過1,500公尺，主要集中於國家公園的西北部，園區內南邊約12%海拔低於600公尺。勒塞爾火山（高3,119公尺）是勒塞爾山脈的第三高峰。阿拉斯河貫穿公園，將公園分為東西兩半。。

## 生態

### 動物

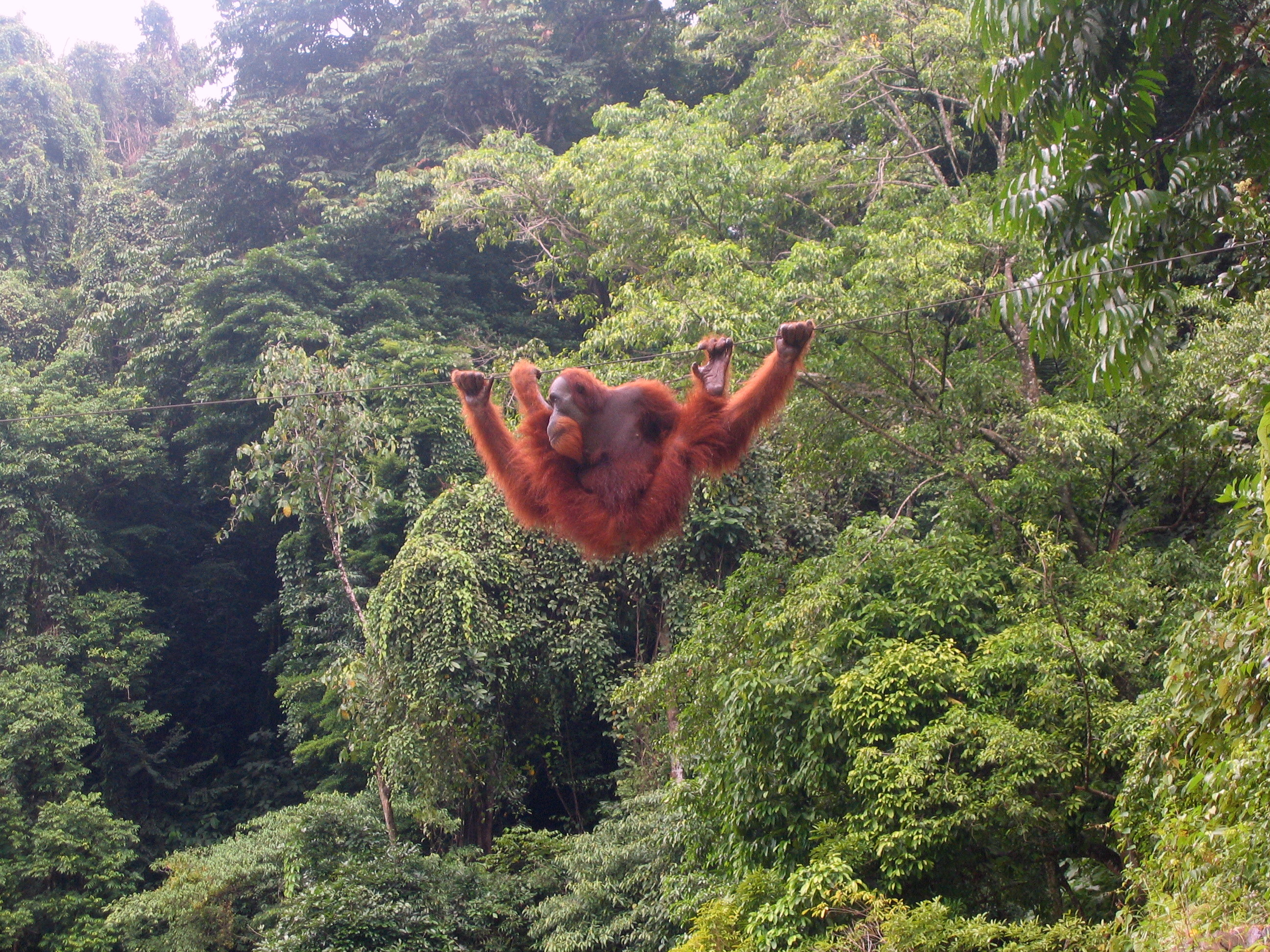
在武吉拉旺的蘇門答臘猩猩

勒塞爾火山國家公園是蘇門答臘猩猩（學名：Pongo abelii）僅存的兩個棲息地之一。1971年赫爾曼•賴克森（Herman Rijksen）建立了克坦貝（Ketambe）研究站，以研究蘇門答臘猩猩。國家公園內發現的其他哺乳動物有蘇門答臘象、苏门答腊虎、苏门答腊犀、合趾猿、白掌長臂猿、豚尾獼猴、托馬斯葉猴、蘇門答臘羚羊、水鹿和豹貓。國家公園內大約有350種鳥類，包括馬來犀鳥、大眼斑雉；爬行動物和兩棲動物以蛇為主，估計有 190種；昆蟲以蝴蝶為主。
研究人員在2011年7月園區內放置28個攝影機，在6個月期間內發現1公、6母，共7頭蘇門答臘犀牛，推測園區內不超過27頭蘇門答臘犀牛。2012年估計蘇門答臘犀牛在蘇門答臘和馬來西亞總數約為200頭，為1997年數量的一半。

### 植物
勒塞爾火山國家公園為生物多樣性豐富的熱帶雨林，約有4,000種植物，包括3種大花草，這是世界上最大的花。阿諾爾特大花草（學名：Rafflesia arnoldii）、巨花魔芋（學名：Amorphophallus titanum）為蘇門答臘特有植物。同時該地區為印度尼西亞僅存的低地龍腦香林，這裡的龍腦香樹最高可達70公尺。

## 旅遊
勒塞爾火山國家公園地處偏遠，遊客可由從北蘇門答臘省首府棉蘭出發，前往武吉拉旺或唐卡漢（Tangkahan）。武吉拉旺位於北蘇門答臘省冷吉县，位於棉蘭市西北方86公里處，當地有蘇門答臘猩猩保育中心，亦為勒塞爾火山國家公園主要入口之一。
唐卡漢地處偏遠，從北蘇門答臘省首府棉蘭至唐卡漢約需7到8小時車程，途中路況不好，有很多地方為泥土路。估計每年約有4,000名外國遊客和40,000名印度尼西亞遊客到訪，當地有簡陋的旅館，但有時沒有電力供應。當地設有唐卡漢遊客中心，提供各類旅遊行程，遊客可以選擇徒步或是騎大象穿越森林。
唐卡漢主要的旅遊活動為觀賞猩猩等野生動物，專家認為對環境衝擊較低的生態旅遊可以提供勒塞爾火山國家公園可持續、非消耗的經濟收入，從而提供當地民眾保護園區的強大動力。

## 威脅
勒塞爾火山國家公園生態系統及周邊地區的地下水源有逐漸漸少趨勢，有幾條河流一年中的部分時間完全乾涸。另外由於森林砍伐，將土地做為其他用途，當地的乾旱與洪水變得更加頻繁，且更具破獲性。1995年11月，冷吉县政府修建一條道路連接公園內的飛地薩波巴東（Sapo Padang）；1997年8月，居住在薩波巴東的家庭提交油棕園開發案，獲冷吉縣政府同意。為了進行開發清理了42.5平方公里土地，對於國家公園的森林造成嚴重破壞；1998年5月，因缺水使得超過5,000公頃的水稻田停止種植；同年6月，當地林業主管單位發布法令，薩波巴東在法律上不再是國家公園的一部分，導致道路建設期間森林進一步遭到破壞，另外公園內有非法採伐。
1999年，兩個非政府組織向棉蘭地區法院提起訴訟，但法律程序並無法阻止在國家公園內繼續進行大規模砍伐、興建道路和種植油棕的計畫。估計勒塞爾火山國家公園森林生態系統每年以21,000 公頃的速度消失；2000 年12月，洪水奪走至少190人的生命，並使66萬人無家可歸，亞齊特區經濟損失約9,000萬美元。當地主要產業為農業，橡膠與油棕為重要經濟作物，大部分低地森林均已開墾以種植經濟作物，但近年作物產量有逐漸下滑趨勢。主要原因為土壤侵蝕、乾旱、洪水、雜草的增加等，推測與森林被大量砍伐有很大關係。
有許多人非法居住在國家公園內，很多是因天災失去家園或暴力脅迫（如自由亞齊運動）而流落於此。2010年12月，印度尼西亞政府將26個家庭、共計84人從國家公園搬遷至南蘇門答臘的穆西班尤辛縣。

## 世界遺產登錄
2004年6月至7月，第28屆世界遺產委員會會議於中华人民共和国蘇州召開，由印度尼西亞申報的項目「蘇門答臘熱帶雨林」經大會通過登錄為世界遗产，「古農列尤擇國家公園」在名單之中，編號為1167-001號。
该世界遗产被认为满足世界遺產登錄基準中的以下基準而予以登錄：
- （vii）包含出色的自然美景与美学重要性的自然现象或地区。
- （ix）在陆上、淡水、沿海及海洋生态系统及动植物群的演化与发展上，代表持续进行中的生态学及生物学过程的显著例子。
- （x）拥有最重要及显著的多元性生物自然生态栖息地，包含从保育或科学的角度来看，符合普世价值的濒临绝种动物种。[2]

| 世界遺產編號 | 名稱               | 所在地         | 保護範圍    | 緩衝範圍 |
| ------------ | ------------------ | -------------- | ----------- | -------- |
| 1167-001     | 古農列尤擇國家公園 | 3°30'N 90°30'E | 862,975公頃 |          |

2011年起至今，因非法森林採伐、農業侵占、偷獵、修建道路破壞環境等因素，被列為瀕危世界遺產。

## 外部連結
（印尼文） 勒塞爾火山國家公園官方網站
（页面存档备份，存于）